# Vorsø Kalv
Vorsø Kalv är en holme utanför Vorsø öster om Horsens i Danmark.  Den ligger i Region Mittjylland, i den centrala delen av landet, 160 km väster om Köpenhamn. Holmen är en del av naturreservatet Vorsø.